# Corydon (Indiana)
Corydon è una città degli Stati Uniti d'America, situata nello Stato dell'Indiana e in particolare nella Contea di Harrison, della quale è anche il capoluogo.